# Генеральный округ Волынь-Подолия
Генера́льный о́круг Волы́нь-Подо́лия (нем. Generalbezirk Wolhynien und Podolien, пол. Okręg generalny Wołyń-Podole, укр. Генеральна округа Волинь-Поділля, бел. Генэральная акруга Валынь-Падольле) — административно-территориальная единица Рейхскомиссариата Украина в годы Второй мировой войны, созданная на территории ранее являвшихся частью Второй Польской республики Ровненской, Волынской, Каменец-Подольской и частично Тернопольской областей Украинской ССР, южной части Брестской и Пинской областей Белорусской ССР. Генеральный округ был разделен сперва на 27, позднее на 25 округов (нем. Kreisgebiet). Перестал существовать летом 1943 — осенью 1944 после занятия Красной армией большей части украинских земель.
На территории округа действовали антинемецкие и антисоветские силы Украинской повстанческой армии, находилась Колковская республика.

## История
22 июня 1941 года нацистская Германия вторгнулась в Советский Союз. К 30 июня немецкие войска заняли Ковель, Луцк, Ровно, Дубно, Львов и другие города Западной Украины. 17 июля 1941 года для управления захваченными территориями, которые не относились к ведению Генерального губернаторства, было создано Министерство оккупированных восточных территорий, возглавленное Альфредом Розенбергом. 20 августа из части украинских земель был создан Рейхскомиссариат Украина, Адольф Гитлер назначил его главой гауляйтера восточной Пруссии Эриха Коха.
Вместе с рейхскомиссариатом был официально образован Брест-Литоовский генеральный округ с столицей в Брест-Литовске. С 1 января 1942 года округ бел переименован в Волынь-Подолия, а 19 июня 1942 года административный центр был перенесён в Луцк. Первоначально генеральным комиссаром округа был обергруппенфюрер СА Генрих Шёне, в позднее его сменил Курт Клемм.
8 сентября 1942 года Брест-Литовские городской (нем. Brest-Litowsk-Stadt) и сельский (нем. Brest-Litowsk-Land) округа были объединены в единый Брест-Литовский округ (нем. Kreisgebiet Brest Litowsk). 15 января 1943 года также в состав Ровненского округа (нем. Kreisgebiet Rowno) вошёл Сдлобуновский (нем. Kreisgebiet Sdolbunow). По состоянию на 1 сентября 1943 года генеральный округ Волынь-Подолье разделялся на 25 округов.
С падением Рейхскомиссариата Украина ещё не занятые советскими войсками остатки территорий генерального округа были переданы в ведение генерального округа Белоруссия в составе Рейхскомиссариата Остланд.

## География
Границы генерального округа изменялись несколько раз. Так, 1942 году его площадь составляла 77 035 км², в 1943 году — 80 5078 км². По площади в 1943 году он занимал первое место в Рейхскомиссариате Украина, по населению — второе (после генерального округа Киев).
На западе граничил с дистриктами Галиция и Люблин, на северо-западе — с округом Белосток, на севере — с генеральным округом Белоруссия, на востоке — с генеральным округом Житомир, на юго-востоке — с губернаторством Транснистрия, на юге — с губернаторством Буковина. В национальном составе населения преобладали украинцы (3,5 млн чел.), поляков было 460 тысяч, евреев — 330 тыс.. белорусов — 280 тыс., русских — 330 тыс., немцев — 3 тысячи.